# 罗寿山
罗寿山（1859年—1912年）。名树德，字朗臣，号寿山。乳名百岁。江苏苏州府长洲县人，生于北京，清末民初京剧文丑演员。
罗寿山出身梨园世家，是同光时期旦角罗巧福的长子。先学老生，后拜华福山、刘赶三为师，改学文丑。出科后，曾搭四喜、三庆、玉成、玉春、喜庆、同庆等班演出，与杨小楼、汪桂芬、王楞仙、谭鑫培合作。光绪十六年（1890年）曾入选清廷升平署。他和汪桂芬、王楞仙合演《三国志》，饰演蒋干。嗓音脆甜，表演风趣，尤擅插科打诨，以微词讥刺时弊。彩旦和丑婆子更为一绝。长子罗文森、次子罗文林、三子罗文翰、四子罗文瑞均工场面。曾居住在北京市宣武区西杨茅胡同。